# Kreuzberg (Windische Bühel)
Der Kreuzberg ist ein 633 m ü. A. hoher Hügel in den Windischen Büheln im österreichischen Bundesland Steiermark. Er bildet grenzübergreifend die höchste Erhebung der slowenisch-österreichischen Hügelkette und ist für seine Aussichtswarte bekannt. Der Kreuzberg ist Teil des Naturparks Südsteiermark.

## Lage und Umgebung
Der Kreuzberg liegt im nordwestlichsten Teil der Windischen Bühel zwischen dem Sulmtal im Norden und dem Pößnitztal im Süden. Westlich und östlich ziehen der Kleingraben und der Fahrenbach jeweils in nördliche Richtung.
Die umliegenden Riedel sind vom Weinbau geprägt und verbinden die Erhebung mit der Südsteirischen Weinstraße (Karnerberg – Lubekogel) und dem Kranachberg (496 m). Über den bewaldeten Gipfel verläuft die Grenze zwischen den Marktgemeinden Großklein und Leutschach an der Weinstraße, von beiden Gemeindehauptorten ist der Kreuzberg jeweils in 1½ bis 2 Stunden auf markierten Wanderwegen erreichbar. Ebenso im näheren Umkreis liegen die Gemeinden Heimschuh, Gamlitz und St. Johann im Saggautal. Eine knapp unterhalb der Warte gelegene Jausenstation ist über Gemeindestraßen zu erreichen.

## Geologie und Geomorphologie
Das Riedelland um den Kreuzberg gehört zum Tertiär der Mittelsteirischen Schwelle und ist aus Konglomeratgesteinen mit einer starken Durchmischung von Sand und Schotter aufgebaut. Die marinen Sedimente bestehen vorwiegend aus scharfkantigen oder eckigen Blöcken mit 2 bis 3 m Durchmesser (Grobgerölle). Darunter wurde im Zuge von Bohrungen bereits im 19. Jahrhundert ein Conus-Steinkern im ansonsten fossilarmen Konglomerat festgestellt. Besonders auffällig sind Gneise der Granat- und Turmalingruppe sowie plattige, dem Stainzer Plattengneis ähnelnde Gneise.
Die lithologisch gleichen Oberen und Unteren Kreuzbergschichten lassen sich ins untere Badenium datieren, sind also an die 15 Millionen Jahre alt.

## Kreuzbergwarte

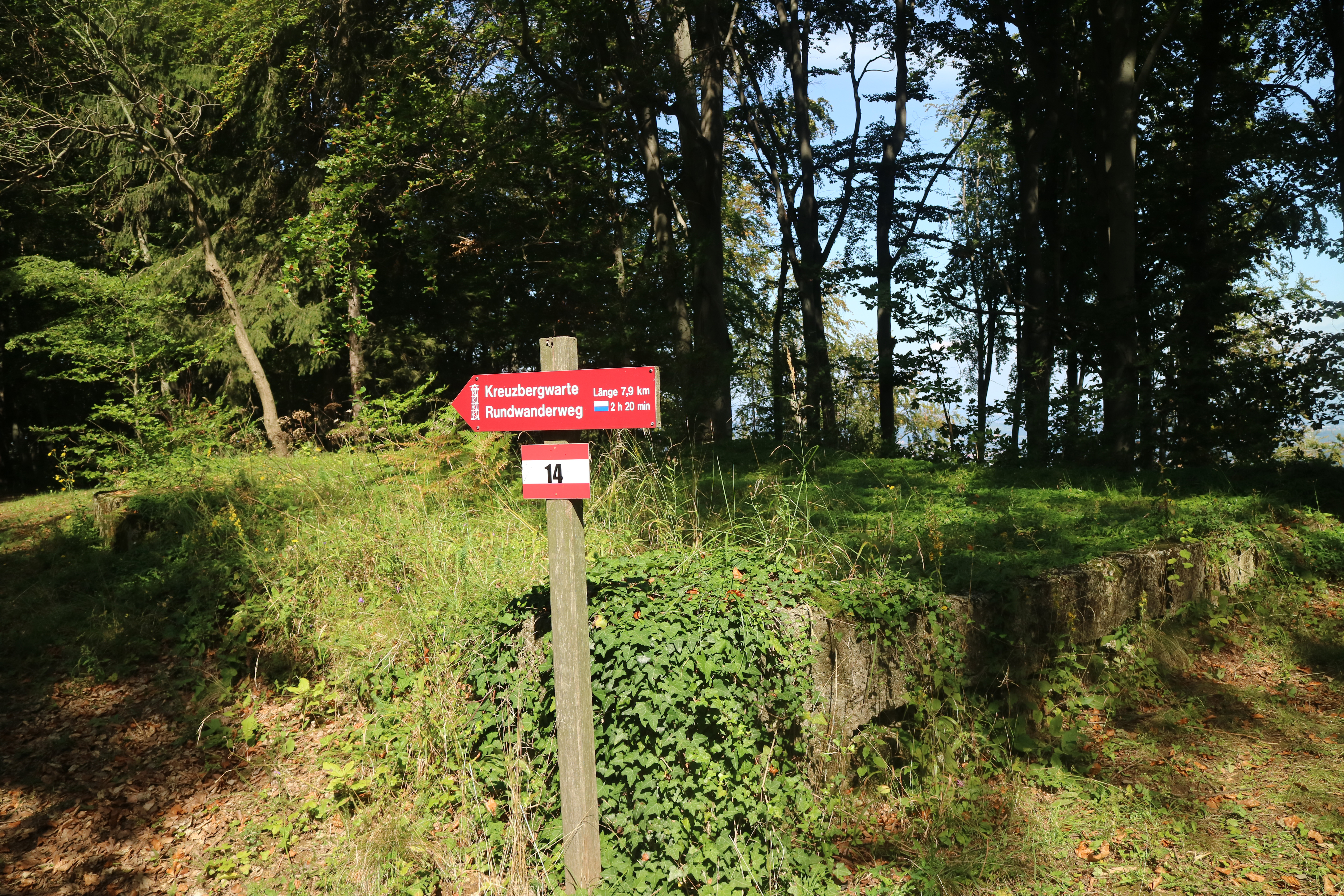
Fundament der alten Warte (2018)

Mehr als 300 Jahre vor der ersten Aussichtswarte befand sich auf dem Kreuzberg ein der Hl. Maria geweihtes Kirchlein, das durch einen Erdrutsch zerstört wurde. Am selben Standort wurde 1924 vom Fremdenverkehrsverein Kreuzberg und der damaligen Gemeinde Oberfahrenbach ein erster Aussichtsturm erbaut. Die 10 bis 12 m hohe, dreigeschoßige Holzwarte diente auch als Vermessungsstützpunkt und bestand nur wenige Jahre.
Eine fast baugleiche Warte, bestehend aus drei Steigleitern mit rund 40 Stufen, entstand 1930 auf Initiative von Veterinärrat Vinzenz Zöhrer. Der Zuspruch hielt sich jedoch in Grenzen und das Bauwerk verfiel in den 1950er-Jahren.

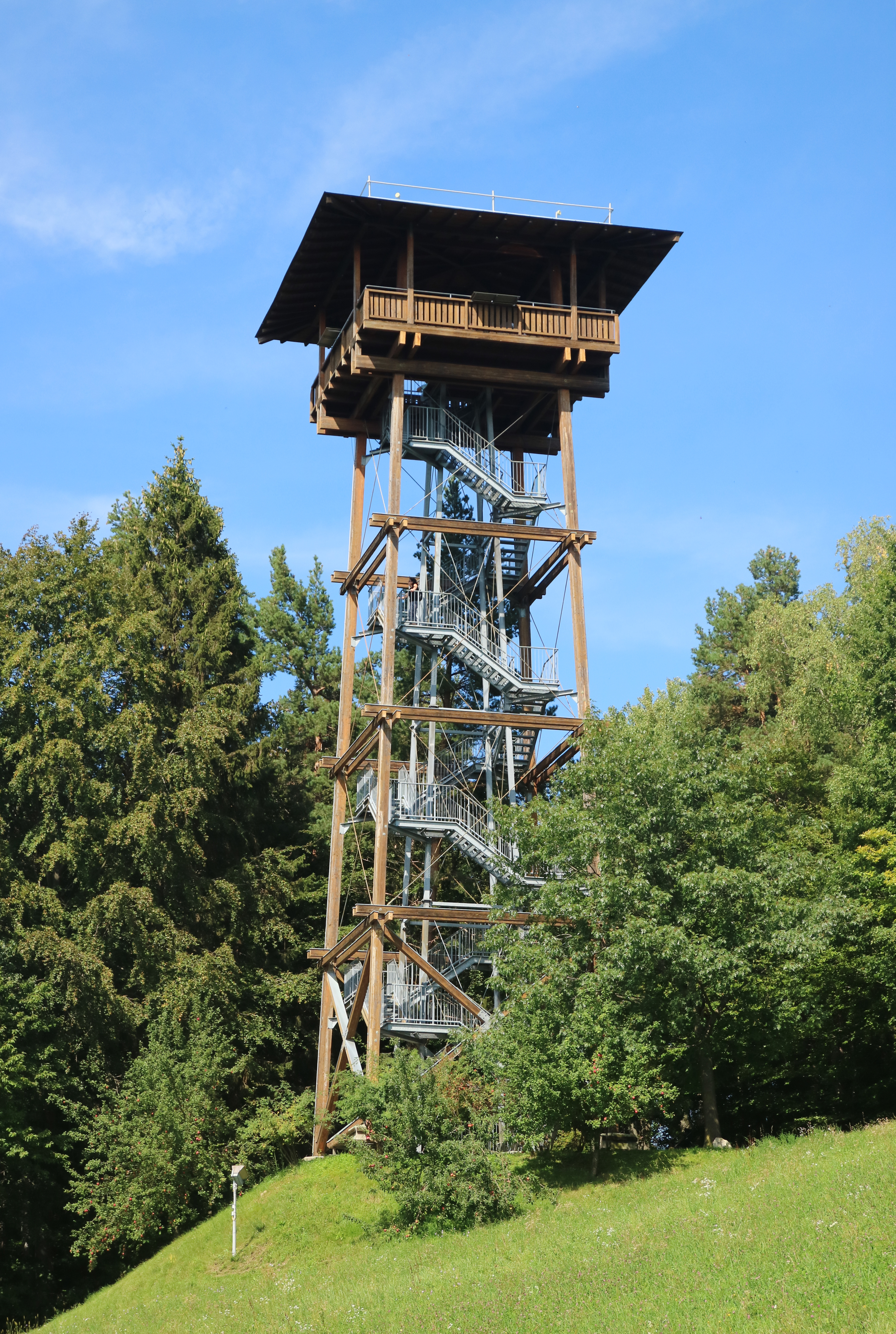
Kreuzbergwarte von Süden

Vier Jahrzehnte später ließ die Gemeinde Eichberg-Trautenburg das touristische Konzept der Kleinregion Arnfels-Leutschach schrittweise umsetzen und beschloss die Errichtung einer neuen Warte. Die Baukosten von 1,7 Millionen Schilling wurden durch Eigenmittel der Gemeinde, Förderung des Landes und eine Bausteinaktion finanziert, bei der man Kunstdrucke von Gerald Brettschuh und anderen Künstlern erwerben konnte.
Die neue Aussichtswarte von Architekt Christian Abel mit Holzskelett, Metallzugbändern und Stiegenanlage aus Stahl wurde am 19. Juni 1994 nach einmonatiger Bauzeit eröffnet. Die 30 m hohe Konstruktion wird von vier Eckpfeilern (29 × 29 cm) gestützt, die auf jeweils 1 m hohen Betonfundamenten fußen. Zur Aussichtsplattform in 25 m Höhe (8 × 8 m) führen 6 Beton- und 128 Stahlstufen. Die mit dem „Geramb-Dankzeichen für gutes Bauen“ ausgezeichnete Warte wurde 2000 in beinahe identischer Form am gut 12 km entfernten Plački vrh aufgebaut.
Weil der Abgeordnete zum Österreichischen Nationalrat Andreas Wabl zunächst gegen den Bau protestierte, verzögerte sich dieser geringfügig. Wabl sah seine Privatsphäre gefährdet, weil er befürchtete, durch die geplante Bauhöhe von 30 m könnten Einsichten auf sein 300 m entferntes Grundstück möglich werden. Der Politiker, zu jenem Zeitpunkt Vorsitzender eines U-Ausschusses, schlug eine Bauhöhe von lediglich 13 m und das gleichzeitige Schneiden der umliegenden Baumkronen vor. Ein Sichttest mit Luftballons widerlegte Wabls Befürchtungen schließlich und der Bau konnte wie geplant durchgeführt werden.
Das Panorama von der höchsten Warte der Weststeiermark reicht vom Demmerkogel im Norden über die Koralpe im Westen und den Pohorje im Süden bis in die Pannonische Tiefebene im Osten. Im Norden und Nordosten ist die Sicht durch höhere Bäume eingeschränkt.